# Cursus
Cursus (łac. bieg) – średniowieczny system kadencji rytmicznych stosowany do ozdabiania prozy literackiej, dokumentów oficjalnych, przemówień itp.
Po zaniku iloczasu w grece i łacinie, cursus wyewoluował z iloczasowego systemu klauzul metrycznych (stosowanego w starożytności w tym samym celu) i pozostał w użyciu aż do końca baroku, przy czym od XI wieku był częścią tzw. Ars dictandi. W tym okresie wystąpiła jedna przerwa, mianowicie mniej więcej od VIII wieku (Wieki ciemne) cursus na jakiś czas wychodzi z mody. Jego użycie w Kurii Rzymskiej przywraca papież Urban II.
Stosowanie cursus polega na umieszczaniu określonych sekwencji sylab akcentowanych i nieakcentowanych (tzw. kadencji) w pozycjach bezpośrednio poprzedzających silną interpunkcję. Rozróżnia się trzy główne rodzaje kadencji:
- cursus velox (łac. bieg szybki): po sylabie akcentowanej następują cztery nieakcentowane, jedna akcentowana, jedna nieakcentowana. Zalecany układ: wyraz wielosylabowy akcentowany na trzecią sylabę od końca + wyraz czterosylabowy akcentowany na drugą sylabę od końca (Xxx/xxXx), np. temporibus constitutis. Zamiast wyrazu czterosylabowego na końcu można umieścić dwa dwusylabowe (Xxx/Xx/Xx), np. dabitur regnum Dei.

- cursus planus (łac. bieg równy): po sylabie akcentowanej następują dwie nieakcentowane, jedna akcentowana, jedna nieakcentowana. Zalecany układ: wyraz wielosylabowy akcentowany na druga sylabę od końca + wyraz trzysylabowy akcentowany na drugą sylabę od końca (Xx/xXx). Przykład: idolorum cultura.

- cursus tardus (łac. bieg spowolniony): po sylabie akcentowanej następują dwie nieakcentowane, jedna akcentowana, dwie nieakcentowane. Zalecany układ: wyraz wielosylabowy akcentowany na drugą od końca + wyraz czterosylabowy akcentowany na trzecią od końca (Xx/xXxx), np. timet imperia

Z tych trzech pierwszy, cursus velox, występuje najczęściej.
Nadto istnieje jeszcze jeden rodzaj kadencji, rzadziej stosowany i wynaleziony, jak się zdaje, dopiero w XII wieku, jest to:
- cursus (tri)spondaicus (łac. bieg (trój)spondeiczny): po sylabie akcentowanej następują trzy nieakcentowane, akcentowana, nieakcentowana. Zalecany układ: wyraz wielosylabowy akcentowany na drugą sylabę od końca + wyraz czterosylabowy akcentowany na drugą sylabę od końca (Xx/xxXx), np. Przykład: dona sentiamus.

Tego ostatniego rodzaju kadencji używa m.in. Gall Anonim. Jest to wyraźne naśladownictwo akcentuacyjne ulubionej przez Cycerona klauzuli iloczasowej złożonej z rozwiązanego kretyka i spondeja, np. esse videatur .